# Chris Hamilton
Christopher (Chris) Hamilton (Bendigo, 18 mei 1995) is een Australisch wielrenner die sinds 2017 rijdt voor Team dsm-firmenich PostNL.

## Carrière
In 2013 werd Hamilton nationaal kampioen veldrijden bij de junioren. Op de mountainbike behaalde hij twee jaar later een bronzen medaille in de crosscountry voor beloften. Datzelfde jaar werd hij nationaal criteriumkampioen bij de beloften.
Het seizoen 2016 begon voor Hamilton met een overwinning op het nationale wegkampioenschap voor beloften, waar hij Lucas Hamilton (geen familie) versloeg in een sprint-à-deux. Daarna mocht hij met een Australische selectie deelnemen aan de Tour Down Under. Hier eindigde hij op de veertiende plaats in het algemeen klassement, waarmee hij de beste niet-prof in de eindklassering was. Zijn goede vorm hield ook tijdens de Herald Sun Tour aan. In deze etappekoers, die werd gewonnen door Chris Froome, eindigde Hamilton op de achtste plaats in het algemeen klassement en bovenaan het jongerenklassement. Eind maart raakte hij betrokken bij een aanrijding, waar hij een aantal gebroken ribben, een gekneusde en deels ingeklapte long en een gebroken pols aan overhield. In augustus werd bekend dat Hamilton een contract voor drie jaar had getekend bij Team Giant-Alpecin.

## Overwinningen
2016
 Australisch kampioen op de weg, Beloften
Jongerenklassement Herald Sun Tour
2019
Jongerenklassement Tour Down Under
2023
1e etappe (TTT) Ronde van Spanje

## Resultaten in voornaamste wedstrijden
| Jaar | Ronde van Italië | Ronde van Frankrijk | Ronde van Spanje |
| ---- | ---------------- | ------------------- | ---------------- |
| 2017 |                  |                     | 121e             |
| 2018 | 103e             |                     |                  |
| 2019 | 34e              |                     |                  |
| 2020 | 29e              |                     |                  |
| 2021 | 45e              |                     | 64e              |
| 2022 | 39e              | 38e                 |                  |
| 2023 |                  | 46e                 | 63e              |
| 2024 | 36e              |                     | 68e              |
| 2025 | 47e              |                     |                  |

| Jaar | Milaan-San Remo | Luik-Bast.‑Luik | Ronde van Lombardije | Waalse Pijl | Clásica San Sebastián |  | WK op de weg |  | Wereldranglijsten |
| ---- | --------------- | --------------- | -------------------- | ----------- | --------------------- |  | ------------ |  | ----------------- |
| 2017 |                 |                 | 72e                  |             | 85e                   |  |              |  | 350e (UWT)        |
| 2018 |                 | 105e            | 68e                  | 60e         | 76e                   |  | opgave       |  | 273e (UWT)        |
| 2019 |                 | opgave          | 48e                  |             |                       |  |              |  | 228e (UWR)        |
| 2020 |                 |                 | 51e                  |             |                       |  | opgave       |  |                   |
| 2021 |                 | 69e             | 64e                  |             | 23e                   |  |              |  |                   |
| 2022 | 62e             |                 | 57e                  |             | 24e                   |  |              |  |                   |
| 2023 |                 |                 | 56e                  |             | 84e                   |  |              |  |                   |
| 2024 | 64e             | opgave          | 70e                  |             | 62e                   |  | opgave       |  |                   |
| 2025 | 91e             | 76e             |                      |             |                       |  |              |  |                   |

## Ploegen
- 2016 –  Avanti IsoWhey Sports
- 2017 –  Team Sunweb
- 2018 –  Team Sunweb
- 2019 –  Team Sunweb
- 2020 –  Team Sunweb
- 2021 –  Team DSM
- 2022 –  Team DSM
- 2023 –  Team DSM
- 2024 –  Team dsm-firmenich PostNL
- 2025 –  Team dsm-firmenich PostNL

Aitcheson · Cooper · Crome · Giacoppo · F.Gough · R.Gough · Hamilton · Hucker · Karwowski · Lake · Lane · Mudgway · O'Brien · O'Connor · Shaw · Stevenson · van der Ploeg · Zenovich
Andersen · Arndt · Barguil · Bauhaus · Curvers · Ten Dam · De Backer · Dumoulin   · Fröhlinger · Geschke · Haga · Hamilton · Hofstede · Kämna · Kelderman · Lunke · Matthews · Oomen · Preidler · Sinkeldam · Stamsnijder · Teunissen · Timmer · Waeytens · Walscheid · Kanter (stagiair) · Rohde (stagiair)
Andersen · Arndt · Bauhaus · Curvers · ten Dam · Dumoulin   · Fröhlinger · Geschke · Haga · Hamilton · Hindley · Hofstede · Kämna · Kelderman · Matthews · Oomen · Stamsnijder · Storer · Teunissen · Theuns · Tusveld · Vervaeke · Walscheid
Arndt · Bakelants ·  Bol · Curvers · Dumoulin · Fröhlinger · Haga · Hamilton · Hindley · Hirschi · Kämna · Kanter · Kelderman · A. Kragh Andersen · S. Kragh Andersen · Matthews · Nieuwenhuis · Oomen · Pedersen · Power · Roche · Storer · Stork · Tusveld · Vervaeke · Walscheid · Eekhoff (stagiair) · Kooistra (stagiair) · Salmon (stagiair)
Arensman (vanaf 1 juli) · Arndt · Benoot · Bol · Dainese · Denz · Donovan · Eekhoff · Gall · Haga · Hamilton · Hindley · Hirschi · Kanter · Kelderman · A. Kragh Andersen · S. Kragh Andersen · Matthews · Nieuwenhuis · Oomen · Pedersen · Power · Roche · Salmon · Storer · Stork · Sütterlin · Tusveld · Van Wilder · Vermaerke (stagiair)
Arensman · Arndt · Bardet · Benoot · Bol · Brenner · Combaud · Dainese · Denz · Donovan · Eekhoff · Gall · Haga · Hamilton · Hindley · Kanter · A. Kragh Andersen · S. Kragh Andersen · Leknessund · Markl · Nieuwenhuis · Pedersen · Roche · Salmon · Storer · Stork · Sütterlin · Tusveld · Vermaerke · Van Wilder
Arensman · Arndt · Bardet · Bittner (vanaf 1/8) · Bol · Brenner · Combaud · Dainese · Degenkolb · Denz · Donovan · Eekhoff · Hamilton · Heinschke · Hvideberg · A. Kragh Andersen · S. Kragh Andersen · Leknessund · Markl · Mayrhofer · Naberman · Nieuwenhuis · Pedersen · Rodenberg · Stork · Tusveld · van Uden (vanaf 1/8) · Vandenabeele · Vermaerke · Welsford
Andresen · Bardet · Bevin · Bittner · Brenner · Combaud · Dainese · Degenkolb · Dinham · Edmondson · Eekhoff · Hamilton · Heinschke · Hvideberg · Leknessund · Markl · Mayrhofer · Milesi · Naberman · Onley · Poole · Rodenberg · Stork · Tusveld · van Uden · Vandenabeele · Vanhoucke (tot 14/8) · Vermaerke · Welsford
Andresen · Bardet · Barguil · Van den Berg · Bevin · Bittner · Van den Broek · Combaud · Degenkolb · Dinham · Eddy · Edmondson · Eekhoff · Hamilton · Jakobsen · Leemreize · Leijnse · Liepiņš · Märkl · Naberman · Onley · Poole · Roosen · Tusveld · van Uden · Vermaerke · Welten · Koerdt (stagiair)